# Diaphorencyrtus aligarhensis
Diaphorencyrtus aligarhensis är en stekelart som först beskrevs av Shafee, Alam och Agarwal 1975.  Diaphorencyrtus aligarhensis ingår i släktet Diaphorencyrtus och familjen sköldlussteklar. Inga underarter finns listade i Catalogue of Life.